# Grade–Ruan
Grade–Ruan est une paroisse civile des Cornouailles, en Angleterre.